# Tomoccory Show
『Tomoccory Show』（トモッコリー・ショー）は、2020年3月2日から複数の海外インターネットラジオ局で放送されているラジオ番組。

## 概要
アール・エフ・ラジオ日本の「THE BEATLES 10」等でラジオディレクター担当し、InterFM897時代の「THE MIKE ROGERS SHOW」でアシスタントを務めた田口智子による自主制作音楽番組。
田口が『懐かしい』と思う楽曲を中心に流す事をコンセプトにしており、主に1980・90年代の楽曲が中心として選曲されている。毎週何かしらのテーマを決めており、場合によってはアーティスト特集になる場合もある。
日本語番組で有るが、2020年6月現在は海外のインターネットラジオ局のみで配信されている。この様なパターンは外国では珍しい番組である。
毎週月曜が更新日あり、全ての放送局で放送された日曜午後には田口のMixcloudアカウントでアーカイブ配信が行われている。

## 放送局
- Charlie Mason Radio
- FAB RADIO INTERNATIONAL
- KOR RADIO
- PoDunkRadio
- POP RADIO UK
- Pier 39 Pirate Radio
- Bombshell Radio

★ curry bun Radio
2021年サマータイムスタートに伴い、放送時間が一部変更されてます。

## パーソナリティ
- 田口智子

途中回より、YouTubeにて公開収録をしていたが、最近ではツィキャスにて公開収録が行われる事がある。

## ゲスト出演
```
カンケ、渡辺麻耶、佐藤竹善、林家きく姫
```

謎の音楽家、ビートルズ10パーソナリティ
タモリ特集、ブラカンケ、100回記念特集に出演　
(渡辺麻耶、佐藤竹善は100回記念特集時にゲスト出演)
(林家きく姫は200回記念特集時にゲスト出演)